# 1932 (numero)
Millenovecentotrentadue (1932) è il numero naturale dopo il 1931 e prima del 1933.

## Proprietà matematiche
- È un numero pari.
- È un numero composto da 24 divisori: 1, 2, 3, 4, 6, 7, 12, 14, 21, 23, 28, 42, 46, 69, 84, 92, 138, 161, 276, 322, 483, 644, 966, 1932. Poiché la somma dei suoi divisori (escluso il numero stesso) è 3444 > 1932, è un numero abbondante.
- È un numero pratico.
- È un numero semiperfetto in quanto pari alla somma di alcuni (o tutti) i suoi divisori.
- È un numero malvagio.
- È parte delle terne pitagoriche (176, 1932, 1940), (299, 1932, 1955), (805, 1932, 2093), (999, 1932, 2175), (1232, 1932, 2293), (1449, 1932, 2415), (1675, 1932, 2557), (1840, 1932, 2668), (1932, 2576, 3220), (1932, 2880, 3468), (1932, 3105, 3657), (1932, 3451, 3955), (1932, 4301, 4715), (1932, 4565, 4957), (1932, 5635, 5957), (1932, 6201, 6495), (1932, 6624, 6900), (1932, 7280, 7532), (1932, 9424, 9620), (1932, 10051, 10235), (1932, 11025, 11193), (1932, 13455, 13593), (1932, 14749, 14875), (1932, 18995, 19093), (1932, 20240, 20332), (1932, 22176, 22260), (1932, 25885, 25957), (1932, 33299, 33355), (1932, 40549, 40595), (1932, 44415, 44457), (1932, 51824, 51860), (1932, 66640, 66668), (1932, 77751, 77775), (1932, 103675, 103693), (1932, 133301, 133315), (1932, 155520, 155532), (1932, 233285, 233293), (1932, 311049, 311055), (1932, 466576, 466580), (1932, 933155, 933157).

## Astronomia
- 1932 Jansky è un asteroide della fascia principale del sistema solare.

## Astronautica
- Cosmos 1932 è un satellite artificiale russo.